# ザ・ダンス
『ザ・ダンス』（The Dance）はフリートウッド・マックのライブ演奏による作品である。CDとVHSで1997年に発売された。後にDVDでも発売した。
このライブではバンドの黄金時代のラインナップが再集結した（リンジー・バッキンガム、ミック・フリートウッド、クリスティン・マクヴィー、スティーヴィー・ニックス）。このラインナップは1987年の『タンゴ・イン・ザ・ナイト』以来アルバムを一緒には作っていなかった。彼らの記念碑的なベストセラー・アルバム『噂』から20年を経て、『ザ・ダンス』はそのころ落ちていたバンドへの大衆の関心を復活させた。そして、1982年発売の『ミラージュ』以来のアメリカにおける1位獲得アルバムになった。このラインナップ（クリスティン・マクヴィーを除く）はこの後続けて2003年にスタジオ・アルバム『セイ・ユー・ウィル』を録音している。コンサートはカリフォルニア州バーバンクのステージで録音したものである。南カリフォルニア大学のマーチングバンドが「タスク」（オリジナルアルバムでも演奏している）、「ドント・ストップ」で演奏している。
大部分においてライブはグレイテスト・ヒッツとしての性格を帯びているのだが、『ザ・ダンス』には主要なソングライターが3人とも新曲を書いていて（2曲はリンジー・バッキンガムによるもの）、おなじみの曲と一緒に収録されている。アメリカで1位を獲得したアルバム『ミラージュ』のホールド・ミーやジプシーといった曲がCD版に入っていないことは特筆すべきことである。「ジプシー」はビデオ版に収録された。バンドの大きなヒットの1つであるリトル・ライズは全てに入っていない。
Billboard 200で初登場1位を達成した『ザ・ダンス』はアメリカ合衆国で5番目に売れたライブ・アルバムとなり、500万枚以上の売上を記録した。
本アルバムに収録された「シルヴァー・スプリングス」は第40回グラミー賞の最優秀ポップ・パフォーマンス賞（デュオ/グループ）にノミネートされた。

## CD版曲目
1. ザ・チェイン - "The Chain" (Lindsey Buckingham, Mick Fleetwood, Christine McVie, John McVie, Stevie Nicks) – 5:11
2. ドリームス - "Dreams" (Nicks) – 4:39
3. エヴリホエア - "Everywhere" (C.McVie) – 3:28
4. リアノン - "Rhiannon" (Nicks) – 6:48
5. アイム・ソー・アフレイド - "I'm So Afraid" (Buckingham) – 7:45
6. テンポラリー・ワン - "Temporary One" (C.McVie, Quintela) – 4:00
7. ブリード・トゥ・ラヴ・ハー - "Bleed to Love Her" (Buckingham) – 3:27
8. ビッグ・ラヴ - "Big Love" (Buckingham) – 3:06
9. ランドスライド - "Landslide" (Nicks) – 4:28
10. セイ・ユー・ラヴ・ミー - "Say You Love Me" (C.McVie) – 5:00
11. マイ・リトル・デーモン - "My Little Demon" (Buckingham) – 3:33
12. シルヴァー・スプリングス - "Silver Springs" (Nicks) – 5:41
13. ユー・メイク・ラヴィング・ファン - "You Make Loving Fun" (C.McVie) – 3:50
14. スウィート・ガール - "Sweet Girl" (Nicks) – 3:19
15. オウン・ウェイ - "Go Your Own Way", (Buckingham) – 5:00
16. タスク - "Tusk" (Buckingham) – 4:22
17. ドント・ストップ - "Don't Stop" (C.McVie) – 5:31

## ビデオ版曲目
DVDは映像が1.33:1のアスペクト比で、音楽がドルビーデジタル5.1チャンネルとPCMステレオを収録している。
1. ザ・チェイン - "The Chain" (Lindsey Buckingham, Mick Fleetwood, Christine McVie, John McVie, Stevie Nicks)
2. ドリームス - "Dreams" (Nicks)
3. エヴリホエア - "Everywhere" (C.McVie)
4. ゴールド・ダスト・ウーマン - "Gold Dust Woman" (Nicks) *
5. リアノン - "Rhiannon" (Nicks)
6. アイム・ソー・アフレイド - "I'm So Afraid" (Buckingham)
7. テンポラリー・ワン - "Temporary One" (C.McVie, Quintela)
8. ブリード・トゥ・ラヴ・ハー - "Bleed to Love Her" (Buckingham)
9. ジプシー - "Gypsy" (Nicks) *
10. ビッグ・ラヴ - "Big Love" (Buckingham)
11. ゴー・インセイン - "Go Insane" (Buckingham) * **
12. ランドスライド - "Landslide" (Nicks)
13. セイ・ユー・ラヴ・ミー - "Say You Love Me" (C.McVie)
14. マイ・リトル・デーモン - "My Little Demon" (Buckingham)
15. シルヴァー・スプリングス - "Silver Springs" (Nicks)
16. オーヴァー・マイ・ヘッド - "Over My Head" (McVie) *
17. ユー・メイク・ラヴィング・ファン - "You Make Loving Fun" (C.McVie)
18. スウィート・ガール - "Sweet Girl" (Nicks)
19. オウン・ウェイ - "Go Your Own Way", (Buckingham)
20. タスク - "Tusk" (Buckingham)
21. ドント・ストップ - "Don't Stop" (C.McVie)
22. ソングバード - "Songbird" (McVie) *

*が付いている曲はVHS/DVD版のみ収録
**のゴー・インセインは後に2枚組CD『ヴェリー・ベスト・オブ・フリートウッド・マック』のアメリカ版に「ビッグ・ラヴ」と共に収録された。

## 演奏

### フリートウッド・マック
- スティーヴィー・ニックス - ボーカル
- リンジー・バッキンガム - ギター、ボーカル
- クリスティン・マクヴィー - キーボード、ピアノ、ボーカル
- ジョン・マクヴィー - ベース、「セイ・ユー・ラヴ・ミー」のバックグラウンド・ボーカル
- ミック・フリートウッド - ドラムス、パーカッション

### 外部ミュージシャン
- ブレット・タグル - キーボード、ギター、バックグラウンド・ボーカル
- ニール・ヘイウッド - ギター、バックグラウンド・ボーカル
- レニー・カストロ - パーカッション
- Sharon Celani - バックグラウンド・ボーカル
- Mindy Stein - バックグラウンド・ボーカル
- U.S.C. Trojan Marching Band, Dr. Arthur C. Bartner - 指揮

## CDプロダクション
- プロデューサー: Lindsey Buckingham, Elliot Scheiner
- エンジニア: Guy Charbonneau, Barry Goldberg, Elliot Scheiner
- アシスタント・エンジニア: Charlie Bouis, John Nelson
- マスタリング: Ted Jensen
- ミキシング: Elliot Scheiner
- テクニカル・アシスト: Ted Barela, David Gallo, Eric Johnston
- デジタル・エディット: Paul DeCarli, Scott Humphrey
- 写真: David LaChapelle, Neal Preston

## ビデオ・プロダクション
- プロデューサー: Lindsey Buckingham, Elliot Scheiner
- ディレクター:  Bruce Gower
- 写真: David LaChapelle, Neal Preston
- 記録: Barry Goldberg, Elliot Scheiner
- ミキシング: Elliot Scheiner
- USC マーチングバンドの指揮: Dr. Arthur C. Bartner

## チャート
アルバム
| 年   | チャート            | 最高位 |
| ---- | ------------------- | ------ |
| 1997 | US Billboard 200    | 1      |
| 1997 | UK album chart      | 15     |
| 1997 | Top Canadian Albums | 19     |

シングル
| 年   | シングル       | チャート               | 最高位 |
| ---- | -------------- | ---------------------- | ------ |
| 1997 | ザ・チェイン   | Mainstream Rock Tracks | 30     |
| 1998 | ランドスライド | Adult Contemporary     | 10     |
| 1998 | ランドスライド | Adult Top 40           | 26     |
| 1998 | ランドスライド | The Billboard Hot 100  | 51     |

| 先代 ボーン・サグズン・ハーモニー『ジ・アート・オブ・ウォー』 | Billboard 200ナンバーワンアルバム 1997年9月6日 - 9月12日 | 次代 Master P『Ghetto D』 |